# Ferdinando Peretti
Ferdinando Peretti (Borgo San Donnino, 1896 – Monte Carlo, 1977) è stato un imprenditore italiano, fondatore dell'Anonima Petroli Italiana (API).

## Biografia

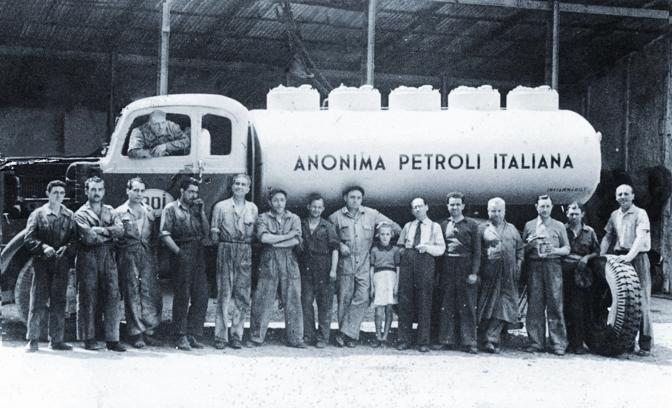
Ferdinando Peretti e la figlia Mila con i lavoratori dello stabilimento dell'Anonima Petroli Italiana

Ferdinando Peretti, detto Nando, nacque a Borgo San Donnino, l'odierna Fidenza, nel 1896 e fin da giovane lavorò nel campo petrolifero per conto di una multinazionale che gli affidò l'incarico di rappresentante in provincia di Parma.
All'inizio degli anni trenta fondò la Società Anonima Peretti (SAP), un'azienda di trasporto per prodotti petroliferi, che nel 1933 diventò l'Anonima Petroli Italiana (API) con sede a Falconara Marittima nelle Marche, dove tra il 1947 e il 1948 costruì i primi impianti di raffinazione del petrolio.
Nel 1948 fu tra i fondatori dell'Unione petrolifera, associazione che riunisce le principali aziende operanti in Italia nel settore della raffinazione e distribuzione di carburanti, lubrificanti e altri prodotti derivati dal petrolio.
Nel 1950 l'impianto di Falconara avviò l'attività di raffinazione diventando una tra le raffinerie più avanzate d'Europa, con una capacità produttiva che superava i quattro milioni di tonnellate. Peretti sviluppò anche una rete di stazioni di servizio che raggiunse le 1500 unità.
Ferdinando Peretti sposò Maria Luisa Pighini ed ebbe due figlie, Mila ed Elsa. La primogenita sposò Aldo Brachetti che sostituì il suocero alla guida dell'azienda dopo la sua morte nel 1977.